# دبلیودی ۱۰۵۴–۲۲۶

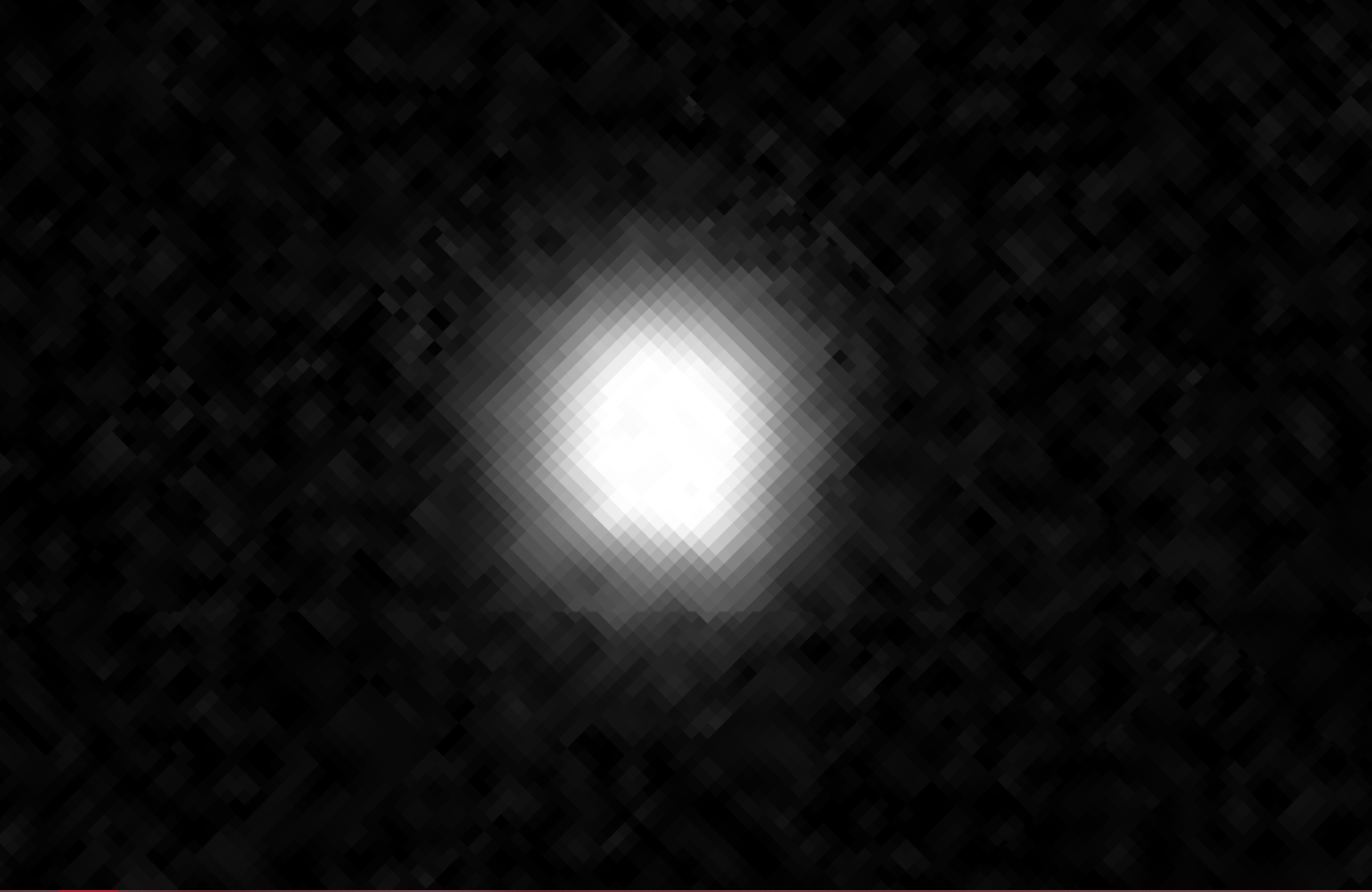
کوتوله سفید دبلیودی ۱۰۵۴–۲۲۶ که توسط پان-ستارز کالر تصویربرداری شده‌است

دبلیودی ۱۰۵۴–۲۲۶ (انگلیسی: WD 1054–226) که به عنوان «LP 849-31» نیز شناخته می‌شود، یک ستارهٔ کوتوله سفید نسبتاً سرد با قدر مطلق ۱۶ و اتمسفر هیدروژنی، در صورت فلکی کوچک جنوبی پیاله، واقع در فاصلهٔ تقریباً ۱۱۷ سال نوری از خورشید در بعد ۱۰ ساعت و ۵۷ دقیقه میل ۲۲- درجه و ۵۳ ثانیه ('۵۳ °۲۲-) (مبدأ تاریخ۲۰۰۰ J) قرار دارد. نام WD 1054-226 بر اساس مختصات در دوره J1950 است. تیرگی‌های دوره‌ای در نور آن که توسط دانشگاه کالج لندن بررسی شده به‌عنوان توده‌هایی از ماده در حال چرخش به دور ستارهٔ کوتوله تفسیر شده‌است. پژوهشگران این فرضیه را مطرح کرده‌اند که این توده‌ها تحت تأثیر یک جسم هم‌اندازهٔ ماه قرار می‌گیرند؛ شاید یک سیاره فراخورشیدی، که هر ۲۵ ساعت یک بار در منطقهٔ با قابلیت زندگی خود به دور آن می‌چرخد؛ که در صورت تأیید، این نخستین باری است که چنین رصدی در اطراف یک کوتوله سفید مشاهده شده‌است.
در سال ۲۰۲۲ گزارش شد که شار نوری که از ستاره می‌آید به دلیل پوشاندن نسبی توسط یک حلقه، به‌طور مداوم تغییر می‌کند. الگوی تغییرات با کمی تغییر هر ۲۵٫۰۲ ساعت تکرار می‌شود. عجیب این است که هر ۲۳ دقیقه در شار نور، دقیقاً ۶۵ فرورفتگی در هر دوره ۲۵٫۰۲ ساعت وجود دارد. توضیح این هارمونیک قوی ۶۵ ناشناخته است و نویسندگان مقاله می‌گویند که این پدیده گیج کننده است. به نظر می‌رسد که ناشی از توده‌هایی از ماده است که به دور ستاره می‌چرخند. محققان این فرضیه را مطرح کرده‌اند که این توده‌ها تحت تأثیر جسمی به اندازه ماه، احتمالاً یک سیاره فراخورشیدی، قرار گرفته‌اند. اگر مدت زمان ۲۵ ساعت باشد، در منطقه قابل سکونت منظومه در حال گردش است. اگر این تأیید شود، این اولین بار است که سیاره ای بالقوه قابل سکونت پیدا می‌شود که به دور یک کوتوله سفید می‌چرخد.